# 基質蛋白
基質蛋白（matrix protein，viral matrix protein）在病毒學中是一種連接病毒包膜與病毒核心的結構蛋白。许多带有病毒包膜的病毒类型如副黏液病毒科、正黏液病毒科、疱疹病毒科、逆转录病毒科、絲狀病毒科等都带有基質蛋白。
常見的有流感的M1蛋白。它對宿主細胞膜的糖蛋白有親和力，而另一面對於各種的核糖核酸都有親和力，導致它能夠在細胞膜下形成一層病毒的核蛋白結構。這個結構有助於病毒成熟時能夠封裝核糖核酸並萌芽新的病毒。
當病毒進入一個細胞，病毒的基質蛋白負責驅趕其他基因物質。

## 外部連結
- Cell - Matrix proteins （页面存档备份，存于）